# تونک
تونک (Tonk) شهری است در ایالت راجستان هند. این شهر در ۹۵ کیلومتری جایپور، مرکز راجستان و در نزدیکی کرانه راست رود باناس واقع شده‌است. شهر تونک مرکز شهرستان تونک است.
تونک از سال ۱۸۱۷ تا ۱۹۴۷ پایتخت یک شاهزاده‌نشین در دوران هند بریتانیا بود.
جمعیت شهر تونک ۱۳۵ هزار نفر و میزان باسوادی در آن ۵۳ درصد است.
آرامگاه معروف سید جلال‌الدین حیدر در تونک قرار دارد.

## پیشینه
شهر تونک راجستان از شهرهای قدیمی و دارای حکومت اسلامی بود که نوّاب آن زمان آن را اداره می‌کردند. خانواده‌های بسیاری که پس از سال ۱۸۵۷ م. از دهلی و لکنهو آواره شدند به این شهر روی آوردند. در میان دانشوران و سخنوران بسیاری وجود داشت.
این شهر تحت سرپرستی نوّاب محمد امیر خان کانون علم و حکمت گردید و کتابخانه‌های فرهنگی و مدارس علمیّه و مکتبهای فکری در آن بر پا شد. بازار تصانیف و تألیفات این شهر بر اثر حرکت فرهنگی که در آن به وجود آمد رونق گرفت و سبب شد تا حالت مرکزیّت پیدا کرده و تألیفات و کتابهای زیادی از شهرهای سمرقند و بخارا و بلخ، و نیز از ایران و افغانستان و مصر و ممالک و شهرهای معروف دیگر در آن جمع شود.

## مؤسسه تحقیقاتی عربی و فارسی راجستان هند
| ادیان در تونک | ادیان در تونک | ادیان در تونک | ادیان در تونک | ادیان در تونک |
| ------------- | ------------- | ------------- | ------------- | ------------- |
| دین           | دین           |               | درصد          | درصد          |
| هندو          | هندو          |               | ۶۲٪           | ۶۲٪           |
| مسلمان        | مسلمان        |               | ۳۵٪           | ۳۵٪           |
| جین‌ها         | جین‌ها         |               | ۲٫۷٪          | ۲٫۷٪          |
| بقیه          | بقیه          |               | ۰٫۳٪          | ۰٫۳٪          |

در سال ۱۸۶۴ م. مولوی محمد علی خان سومین حاکم تونک بر مسند حکومت نشست و مؤسسه تحقیقاتی عربی و فارسی راجستان هند را بنا نهاد.
محمد علی خان در حفظ میراث‌های فرهنگی، نمایندگان فرهنگی بسیاری را جهت جمع‌آوری کتب معروف بسیج نمود. در دادن انعامات به سخندانان و دانشورانی که شعر می‌سرودند یا تألیفی می‌کردند، دریغی نداشت.
بعد از درگذشت محمد علی خان، وارثان او این مؤسسه را به بخش دولتی، به منظور حفظ منابع فرهنگی آن، انتقال دادند. از طرف دولت نیز شخصی به نام صاحب‌زاده شوکت علی خان که از خانوادهٔ عالی نوّاب می‌باشد مأموریت یافت که بر فعالیت‌های این مؤسسه نظارت کند.
شوکت علی خان در راه احیای زبان‌های عربی و فارسی فعالیت‌های بسیار نمود و چندی بعد مدیر این مؤسسه در ایالت راجستان گردید. پس از انتصاب به این مقام به دستور او تمامی کتابها و نسخه‌های خطی راجستان برای سهولت کار پژوهندگان در این مؤسسه جمع‌آوری گردید.
جمع‌آوری نسخ خطی و غیرخطی زبان‌های عربی و فارسی از کتابخانه‌های مختلف راجستان و انتقال آنها به کتابخانهٔ تونک از مؤثرترین و مهم‌ترین کارهای این مدیر بود.